# Басино (Ленинградская область)
Басино — упразднённая деревня, урочище на территории Любанского городского поселения Тосненского района Ленинградской области.

## История
В переписи 1710 года в Ильинском Тигодском погосте записана деревня Басина «за Никитою Никифоровичем Рахмановым».
Деревня Басина обозначена на специальной карте западной части России Ф. Ф. Шуберта 1844 года.

БАСИНО — деревня Басинского сельского общества, прихода села Доброго, при реке Тигоде.

Дворов крестьянских — 31. Строений — 132, в том числе жилых — 49.

Число жителей по семейным спискам 1879 г.: 77 м. п., 87 ж. п.; по приходским сведениям 1879 г.: 78 м. п., 93 ж. п. (1884 год)

В конце XIX — начале XX века деревня административно относилась к Пельгорской волости 1-го стана 1-го земского участка Новгородского уезда Новгородской губернии.

БАСИНО — деревня Басинского сельского общества, дворов — 41, жилых домов — 41, число жителей: 143 м. п., 148 ж. п. 

Занятия жителей — земледелие, отхожие промыслы. Река Тигода. Часовня, хлебозапасный магазин, кузница, мелочная лавка. (1907 год)

Согласно военно-топографической карте Петроградской и Новгородской губерний издания 1917 года деревня называлась Босино и состояла из 22 крестьянских дворов. В южной части деревни находилась часовня.
С 1917 по 1927 год деревня входила в состав Любанской волости Новгородского уезда.
С 1927 года в составе Добросельского сельсовета Любанского района.
С 1930 года в составе Тосненского района.
По данным 1933 года деревня Басино входила в состав Добросельского сельсовета Тосненского района.

План деревни Басино. 1937 год

Согласно топографической карте 1937 года деревня насчитывала 26 крестьянских дворов, в деревне находился медицинский пункт.
В 1940 году население деревни составляло 127 человек.
С 1 августа 1941 года по 31 декабря 1943 года деревня находилась в оккупации. В феврале 1943 года в районе Смердыня — Басино вела бои 281-я штурмовая авиационная дивизия.
Согласно областным административно-территориальным данным «После войны не восстановлена».

## География
Урочище расположено в восточной части района близ автодороги 41К-844 (Смердыня — Чудской Бор), к северу от центра поселения — города Любань.
Урочище находится на правом берегу реки Тигода.